# 이자아이촌
이자아이촌(十六合村)은 야마가타현 히가시타가와군에 설치되었던 촌이다. 현재의 쇼나이정에 해당한다.